# Poona Open 1983
Die Poona Open 1983 (offiziell Belgian Poona Open) im Badminton fanden vom 18. bis zum 19. Februar 1983 in Mortsel in Belgien statt. Der Wettbewerb ersetzte in diesem Jahr die Belgian International.

## Medaillengewinner
| Disziplin         | Gold                        | Silber                         | Bronze                           |
| ----------------- | --------------------------- | ------------------------------ | -------------------------------- |
| Herreneinzel      | Kevin Jolly                 | Morten Svarrer                 | Torben Kjær                      |
| Dameneinzel       | Marjan Ridder               | Marlies Wessels                | Pernille Skjødt                  |
| Herrendoppel      | Thomas Künstler Stefan Frey | Rob Ridder Guus van der Vlugt  | Arya Aslim Bambang Dihardja      |
| Herrendoppel      | Thomas Künstler Stefan Frey | Rob Ridder Guus van der Vlugt  | Morten Svarrer Bent Svenningsen  |
| Damendoppel       | Marjan Ridder Marja Ravelli | Sally Bulgin Barbara Alexander | Merete Sørensen Pernille Skjødt  |
| Damendoppel       | Marjan Ridder Marja Ravelli | Sally Bulgin Barbara Alexander | Greet van Haverbeke Nancy de Mey |
| Herreneinzel Open | John Goss                   | Guus van der Vlugt             | Glen Milton                      |
| Herreneinzel Open | John Goss                   | Guus van der Vlugt             | Steffen Lunde                    |
| Dameneinzel Open  | Heidi Krickhaus             | Merete Sørensen                | Gabriele Sadewater               |
| Dameneinzel Open  | Heidi Krickhaus             | Merete Sørensen                | Viviane Bonnay                   |

## Finalresultate
| Disziplin    | Sieger                      | Finalist                       | Ergebnis     |
| ------------ | --------------------------- | ------------------------------ | ------------ |
| Herreneinzel | Kevin Jolly                 | Morten Svarrer                 | 17-14, 18-15 |
| Dameneinzel  | Marjan Ridder               | Marlies Wessels                | 11-0, 11-4   |
| Herrendoppel | Thomas Künstler Stefan Frey | Rob Ridder Guus van der Vlugt  | 15-10, 15-5  |
| Damendoppel  | Marjan Ridder Marja Ravelli | Sally Bulgin Barbara Alexander | 15-9, 15-11  |